# Château de Campbell
Le château de Campbell est un château médiéval, situé au-dessus du village de Dollar, dans le Clackmannanshire en Écosse. Il était le siège des ducs d'Argyll, chefs du clan Campbell. Il a été visité par Marie Ire d'Écosse au XVIe siècle.

## Histoire
Imposante forteresse situé au cœur des Highlands écossaises, le château de Campbell (Campbell Castle) est construit au début du XVe siècle.
La tour du château fait 20 mètres de haut dominant ainsi la crête sur laquelle le château est implanté. Elle date du début du XVe siècle et était connu originellement comme le « château de Glume ». Le château était d'abord la propriété du clan Stuart, il est ensuite passé dans le clan Campbell par mariage et Lord Chancelier d'Écosse.
Le château prend son nom actuel par un acte du parlement d'Écosse en 1489. Le Hall Range est construit vers 1500 pour accueillir des réceptions publiques.
En 1645, durant les guerres des Trois Royaumes, le royaliste James Graham mène une attaque contre le château avec l'aide du clan Ogilvy.
Après la mort du roi Charles Ier d'Angleterre, les Campbell soutiennent Charles II contre Oliver Cromwell. Archibald Campbell soutient finalement ce dernier dont les forces occupent le château en 1653. Les Écossais, en représailles pour le soutien des Campbell de Cromwell, le brûlent en 1654.
Une partie du château est restaurée et sert de résidence. En 1948, le château est légué au gouvernement, il est aujourd'hui administré par l'Historic Scotland.

## Source
- (en) Cet article est partiellement ou en totalité issu de l’article de Wikipédia en anglais intitulé « Castle Campbell » (voir la liste des auteurs).